# Yunus Sarı
Yunus Sarı (Beyşehir, 21 gennaio 1991) è un taekwondoka turco.

## Palmarès
- Mondiali

Gyeongju 2011: argento negli 80kg.
- Europei

Montreux 2016: argento negli 80kg.